# چاریتی اوپارا
چاریتی اوپارا (انگلیسی: Charity Opara؛ زادهٔ ۲۰ مهٔ ۱۹۷۲) ورزشکار دو و میدانی اهل نیجریه است.